# Đài tưởng niệm Woody Allen

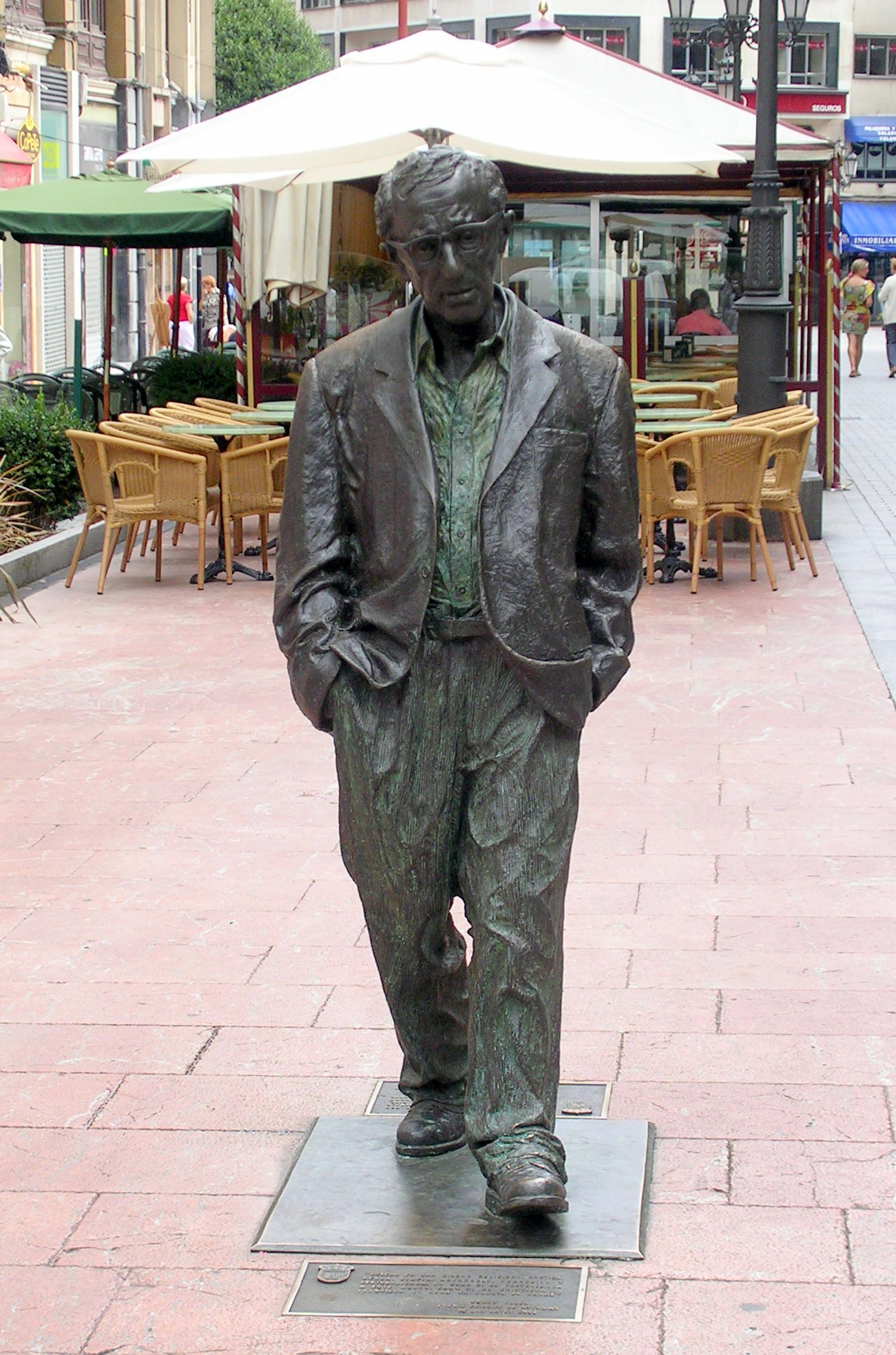
Bức tượng năm 2005

Đài tưởng niệm Woody Allen (tiếng Tây Ban Nha: Monumento a Woody Allen) là một tác phẩm điêu khắc bằng đồng có kích thước như người thật của nam diễn viên kiêm đạo diễn người Mỹ Woody Allen, nằm ở thành phố Oviedo của Tây Ban Nha.

## Bối cảnh
Bức tượng được thiết kế bởi Vicente Santarúa và được lắp đặt vào năm 2003 bởi thị trưởng Gabino de Lorenzo. El País nhận xét rằng "Có vẻ như ông ấy đang đi bộ với một khuôn mặt buồn và tâm trí ở một nơi khác, không phải ở Oviedo ngay bây giờ, mặc dù nếu bạn đặt mình về phía ông ấy và bắt đầu cuộc trò chuyện, điều đó thực tế đến mức trông như thể đang trả lời bạn". Allen đã đến thành phố Oviedo vào năm 2002 để nhận Giải thưởng Hoàng tử xứ Asturias. Bộ phim Vicky Cristina Barcelona năm 2008 của ông được lấy bối cảnh một phần ở đây.
Phía trước bức tượng có một tấm bảng với mô tả của Allen về Oviedo, bằng tiếng Tây Ban Nha "Oviedo là một thành phố kỳ lạ, xinh đẹp, sạch sẽ, dễ chịu, yên tĩnh và dành cho người đi bộ, như thể nó không thuộc về thế giới này và không tồn tại... Oviedo giống như một câu chuyện cổ tích".
Oviedo được chú ý với những bức tượng, thành phố này có hơn một trăm tác phẩm điêu khắc ngoài trời.

## Phá hoại và tranh cãi
Trong năm đầu tiên được trưng bày trước công chúng, bức tượng đã bị phá hoại hai lần, bao gồm cả việc mắt kính bị vỡ vào tháng 12 năm 2003. Hội đồng thành phố cho biết vào năm 2008 các vụ phá hoại thường xuyên xảy ra có nghĩa là mắt kính sẽ chỉ được sửa chữa mỗi năm một lần. Trở lại thành phố vào tháng 12 năm 2005, Allen nói đùa rằng ông sẽ nói chuyện với thị trưởng về vụ phá hoại.
Vào tháng 1 năm 2018, Tổ chức Nữ quyền Asturias đã kêu gọi dỡ bỏ bức tượng do bị cáo buộc lạm dụng tình dục đối với chủ thể của nó. Trong cuốn tự truyện Apropos of Nothing năm 2020 của mình, Allen nhận xét rằng một "đám đông căm thù" có thể kéo bức tượng xuống, điều mà nhà phê bình Barbara Vandenburgh của USA Today coi là "tự thương hại bản thân".

## Hình ảnh

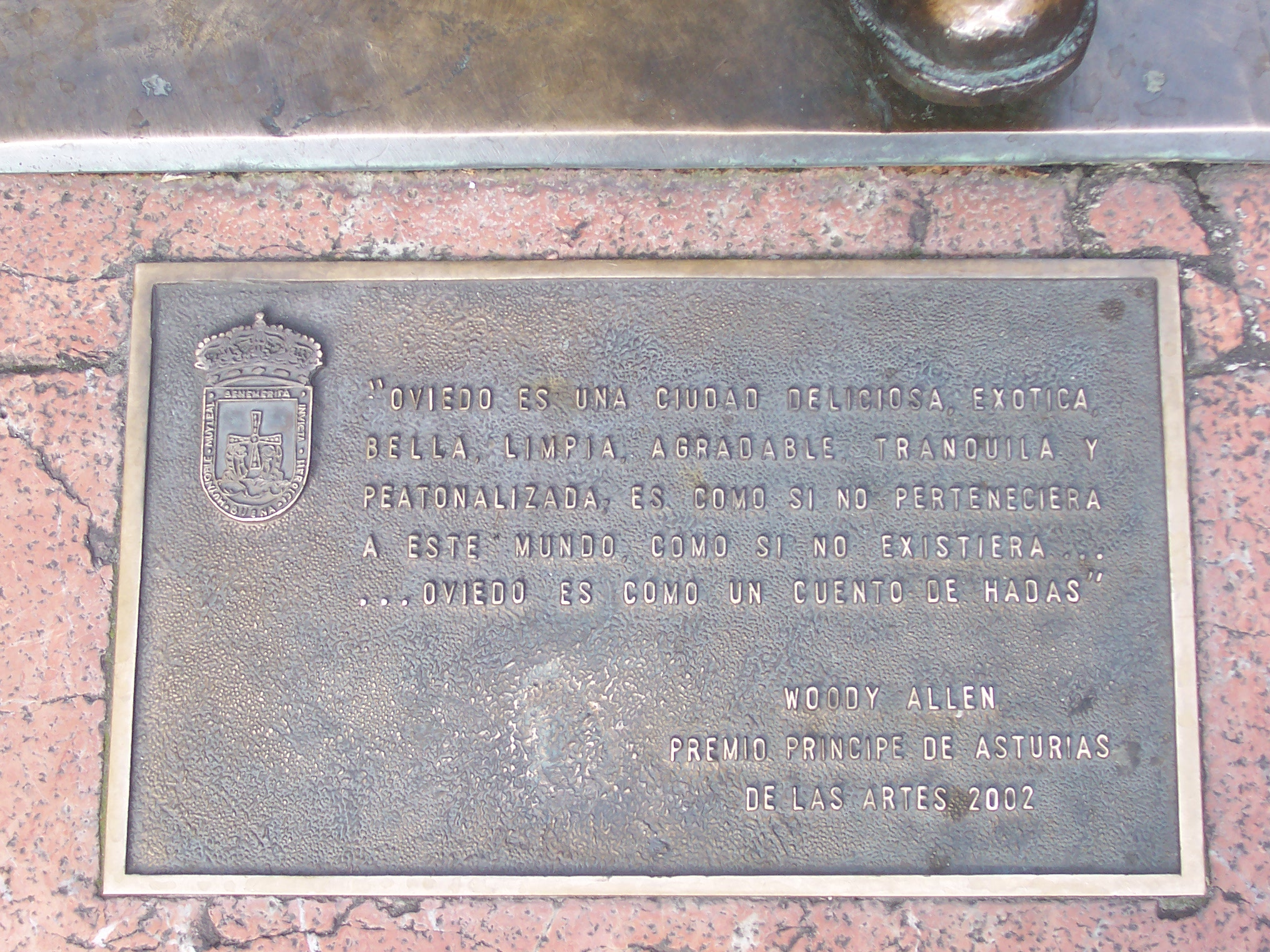
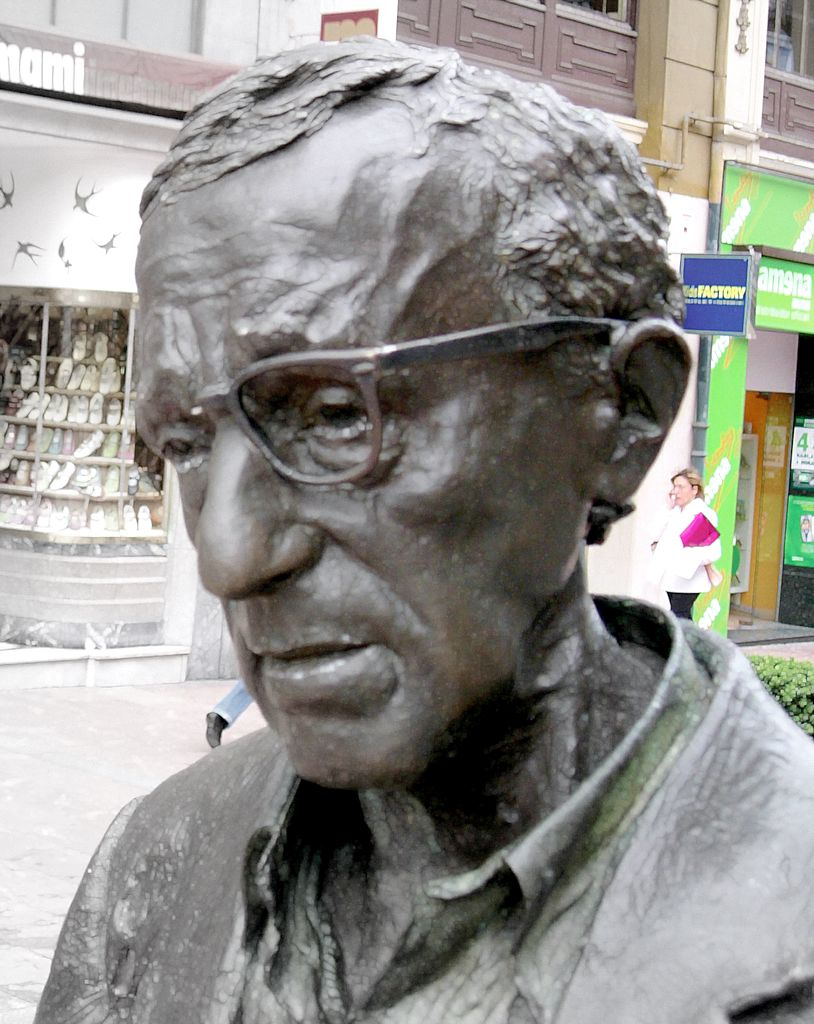